# تپه‌حصار شماره ۱
تپه حصار شماره ۱ مربوط به سده‌های اولیه و میانه دوران‌های تاریخی پس از اسلام است و در شهرستان کبودرآهنگ، بخش مرکزی، دهستان راهب، ۱/۵ کیلومتری غرب روستای حصار واقع شده و این اثر در تاریخ ۳۰ بهمن ۱۳۸۶ با شمارهٔ ثبت ۲۱۱۸۲ به‌عنوان یکی از آثار ملی ایران به ثبت رسیده است.